# Julián Zugasti y Sáenz
Julián Antero de Zugasti y Sáenz (Coria, 3 de enero de 1837-Madrid, 28 de noviembre de 1915) fue un político español, gobernador civil de varias provincias y destacado por su papel en la lucha contra el fenómeno del bandolerismo.

## Biografía
Su padre, Marcelo Zugasti, era natural de [El Pedroso (Sevilla)] y su madre, Manuela Sáenza de Tejada, natural de Coria, donde él nació en 1837. Cursó estudios de bachiller en la Facultad de Filosofía y los terminó en la de Jurisprudencia y Derecho (bachiller y licenciatura en Administración). Realizó pasantías en bufetes de abogados. Durante su estancia en la Facultad de Derecho conoce a Segismundo Moret quien lo propondrá como gobernador civil de Córdoba en 1870.
Se presentó a las elecciones generales de 1863 como diputado por el distrito electoral de Coria como candidato antiministerial, pero apenas obtuvo votos. Participó en la Revolución de 1868 alistándose en Sevilla a las filas del general Serrano y tomando parte en la batalla de Alcolea. Con anterioridad fue agente conspirador en las Islas Baleares, donde mandó sublevar al ejército, y de vuelta a Extremadura fue detenido y profugo tras sublevar a la Guardia Civil. Vinculado con la familia de Leopoldo O'Donnell, fue miembro del Unión Liberal, lo que le integraría en la alianza revolucionaria en ese momento con los progresistas. Durante el Sexenio Democrático y la Restauración militó en las formaciones que encabezaron Serrano y Práxedes Mateo Sagasta (Partido Liberal, Partido Constitucional).
Como unionista fue gobernador civil de Teruel y nombrado de Badajoz. Sin embargo el asesinato de gobernador de Burgos, Isidoro Gutiérrez de Castro y Cossio, cuatro meses antes hizo que no ejerciera en la provincia extremeña y si en la castellanoleonesa. Tras unos meses en Burgos pasó de ser gobernador de Toledo, y el consiguiente retiro de su candidatura por Plasencia en las elecciones parciales a las Cortes Generales, en 1870. Allí encarceló a varios adversarios políticos que según sus palabras iban a realizar un pucherazo. Esta acción le valió el nombramiento de jefe superior de administración civil. La recomposición del gobierno al principio de 1870 hizo que se le nombrara gobernador civil de Córdoba, en sustitución del duque de Hornachuelos José Ramón de Hoces y González de Canales, con ciertos poderes también sobre las provincias de Sevilla y Málaga, consagrándose sobre todo a combatir el bandolerismo, con notable éxito.
A su llegada a Córdoba hizo el siguiente comentario sobre la situación que allí encontró:

...gran número de crímenes impunes; muchos malhechores desconocidos para los tribunales; muchos protectores encubiertos y pertenecientes a todas las clases de la sociedad..., y miedo, terror, delaciones, corrupciones de la policía y funcionarios..., y también inconvenientes sin número que procedían del estado excepcional del país, después de una gran revolución...quebrantamiento del principio de autoridad hasta unos extremos jamás vistos; y finalmente insuficiencia absoluta de los medios ordinarios para combatir aquel desenfrenado bandolerismo que, con la insolvencia de la impunidad había crecido, como un coloso, y tomaba múltiples y diversas formas, como Proteo, bajo la levita, bajo la chaqueta, en los campos y en las ciudades.

Como gobernador civil de la provincia de Córdoba, entre 1870 y 1873 emprendió a cabo una importante lucha contra los bandoleros que actuaban en la zona. Zugasti creó una «Partida de Seguridad Pública» constituida por 100 efectivos y sujeta al reglamento de la Guardia civil. Mediante algunas novedosas y efectivas medidas, a veces ilegales (Ley de fugas, torturas y constantes violaciones de los derechos humanos y las libertades civiles), consiguió la detención o muerte de 107 bandoleros, entre ellos seis de los más peligrosos bandoleros andaluces. Las actuaciones personales de Zugasti, así como el establecimiento de nuevos puestos de la Guardia Civil en el territorio, fueron decisiva para acabar con los feudos de bandoleros de la zona cuya actividad se perdía ya en el siglo XVIII. Supervisó y documentó al respecto un estudio histórico fundamental en la bibliografía sobre esta lacra social, cuya redacción Rafael Salillas atribuyó al novelista cordobés por entregas Juan de Dios Mora: El bandolerismo: Estudio social y memorias históricas (1876-1880), 10 vols. En esta obra aparecen nombrados crípticamente por medio de anagramas las poderosas familias andaluzas que los protegían, por lo cual existen numerosos tomos estragados de la obra a causa de la censura de esas mismas familias. Tras unos debates en las Cortes sobre las maneras de Zugasti para acabar con el bandolerismo, el 29 de diciembre de 1870 presentó la dimisión.
Una semana después de su dimisión, Moret lo nombró inspector general de Hacienda, puesto en el que ejerció solo seis meses y del que volvió a dimitir debido al acceso a la presidencia de Manuel Ruiz Zorrilla. Esto le llevó a integrarse al Partido Constitucional.
Fue diputado a Cortes por el distrito de Coria de 24 de abril a 28 de junio de 1872 y de 24 de agosto de 1872 a 11 de noviembre de 1873.
Con Juan Francisco Camacho fue director general de Propiedades y Derechos del Estado entre 1874 y 1875, cuando fue cesado con la llegada al poder de Antonio Cánovas del Castillo.
En 1876, primeras elecciones de la Restauración borbónica, fue candidato por los Constitucionalistas por Coria, pero no fue elegido. Ya fuera de la política durante unos años se dedicó a escribir su obra mas celebre: El bandolerismo: Estudio social y memorias históricas.
En 1881, es nombrado director de Hacienda de Cuba, pero no aceptó el cargo a pesar de la insistencia de ministro de Ultramar, Fernando León y Castillo. En abril de ese año es nombrado miembro de la junta municipal para reformar el reglamento de higiene madrileño y en julio Venancio González y Fernández lo nombra vocal en el Consejo de Administración del Monte de Piedad y Caja de Ahorros de Madrid. En agosto vuelve a presentarse como diputado en el distrito de Coria y es elegido nuevamente. Ocupó el puesto hasta finales de marzo de 1884.
De diciembre de 1885 a mayo del 1886, cuando fue elegido como candidato a diputado por Cádiz, fue director general de Beneficencia y Sanidad,. Sin embargo renunció a su acta por Cádiz y a la dirección para ser nombrado el 28 de junio de ese año gobernador civil de Madrid debido a la grave enfermedad del conde de Xiquena. Mientras desempeñó dicho cargo y asegurando por él mismo que no había el menor peligro de levantamiento, su amigo intimo, Manuel Villacampa del Castillo, preparó junto  a otros militares zorrillistas el frustrado golpe de Estado republicano.. Debido a ello fue sustituido  y recolocado como consejero de estado adscrito a la sección de Estado y Gracia y Justicia.
En 1907 trabajó para una empresa minera escocesa en Cazalla de la Sierra, donde en 1893 había conseguido el acta de diputado.
Murió en Madrid en 1915.

## Ideología
Reformista liberal , enemigo del socialismo promueve los valores de la burguesía como son la propiedad privada, la libertad de industria y comercio, el asociacionismo y el culto al trabajo, pero sin renunciar a la base del cristianismo. Es por ello que reclama  bancos territoriales, caminos, planes de colonización, sociedades de socorro mutuo, los telégrafos, exposiciones, premios, el libre mercado, la navegabilidad del Tajo y la concordia del Capital y la mano de obra.

## Obras
- Intereses materiales. Causas del retraso de Extremadura y mejoras que deben introducirse. (1862): Análisis del estado que vivía la Comunidad en el que resume las diferentes causas (legislativas, económicas, históricas y naturales y morales) del retraso. En él culpa al pueblo extremeño de su ignorancia, falta de ambición e indolencia que hacen que su sistema económico, la ganadería extensiva, sea poco productivo.[35]
- El bandolerismo: Estudio social y memorias históricas (1876-1880), 10 vols.
- Los Árabes (1877).
- Estado social de la moral española (1877).
- La Bohemia (1877).

## Distinciones
- Gran Cruz del Mérito Militar: 1874.[36]